# Харви, Жак
Жак Али Харви (тур. Jak Ali Harvey; род. 4 мая 1989, Хановер, Корнуолл), настоящее имя — Жак Монтгомери Харви (англ. Jacques Montgomery Harvey) — турецкий и ямайский легкоатлет, специализирующийся в спринтерском беге. Серебряный призёр чемпионата Европы 2016 года в беге на 100 метров. Чемпион летней Универсиады в беге на 100 метров (2011). Участник летних Олимпийских игр 2016 года.

## Биография
Считался одной из восходящих звёзд спринта на Ямайке. По окончании школы перешёл в группу к известному тренеру Стивену Фрэнсису из клуба MVP Track Club. В 2011 году выиграл бег на 100 метров на Универсиаде в китайском Шэньчжэне. Однако после неудачного следующего сезона Жак принял решение переехать во Флориду к тренеру Лэнсу Брауману в надежде улучшить результаты и попасть в главную команду Ямайки на международных соревнованиях.
В 2014 году принял предложение Турецкой федерации лёгкой атлетики выступать за эту страну и уже 25 июля получил паспорт новой родины. Одновременно со сменой гражданства изменилось и его имя, теперь он выходил на старт как Жак Али Харви. Дебют за сборную Турции состоялся на чемпионате мира 2015 года, где он дошёл до полуфинала в беге на 100 метров.
В июне 2016 года установил новый национальный рекорд, впервые в карьере пробежав 100 метров быстрее 10 секунд — 9,92. На чемпионате Европы месяц спустя повторить эти секунды не удалось, но результата 10,07 оказалось достаточно для серебряной медали.
Участвовал в Олимпийских играх в Рио-де-Жанейро в трёх дисциплинах, лучшим стало выступление в беге на 100 метров, где Харви занял 10-е место в полуфинале, проиграв 0,02 секунды в борьбе за выход в финал.

## Основные результаты
| Год  | Турнир           | Место проведения         | Дисциплина       | Место       | Результат |
| ---- | ---------------- | ------------------------ | ---------------- | ----------- | --------- |
| 2011 | Универсиада      | Шэньчжэнь, Китай         | 100 м            | 1-е         | 10,14     |
| 2011 | Универсиада      | Шэньчжэнь, Китай         | эстафета 4×100 м | — (заб.)    | DQ        |
| 2015 | Чемпионат мира   | Пекин, Китай             | 100 м            | 15-е (1/2)  | 10,08     |
| 2016 | Чемпионат Европы | Амстердам, Нидерланды    | 100 м            | 2-е         | 10,07     |
| 2016 | Чемпионат Европы | Амстердам, Нидерланды    | эстафета 4×100 м | 14-е (заб.) | 39,58     |
| 2016 | Олимпийские игры | Рио-де-Жанейро, Бразилия | 100 м            | 10-е (1/2)  | 10,03     |
| 2016 | Олимпийские игры | Рио-де-Жанейро, Бразилия | 200 м            | 40-е (заб.) | 20,58     |
| 2016 | Олимпийские игры | Рио-де-Жанейро, Бразилия | эстафета 4×100 м | 10-е (заб.) | 38,30     |